# Lamarckella
Lamarckella es un género de foraminífero bentónico de la subfamilia Reinholdellinae, de la familia Ceratobuliminidae, de la superfamilia Ceratobuliminoidea, del suborden Robertinina y del orden Robertinida. Su especie tipo es Lamarckella media. Su rango cronoestratigráfico abarca desde el Aaleniense (Jurásico inferior) hasta el Bajociense (Jurásico medio).

## Clasificación
Lamarckella incluye a las siguientes especies:
- Lamarckella antiqua †
- Lamarckella epistominoides †
- Lamarckella incrassata †
- Lamarckella inflecta †
- Lamarckella media †
- Lamarckella perforata †
- Lamarckella perlucens †
- Lamarckella plana †
- Lamarckella quadrilobata †